# Selsøyvik
Selsøyvik est une île et un petit port de la commune de Rødøy , en mer de Norvège dans le comté de Nordland en Norvège.

## Description
L'île de 0,8 km2 est située au large de la côte de Helgeland dans un grand groupe d'îles, juste au nord-ouest de l'île Rangsundøya à laquelle elle est reliée par une route.
Il existe une liaison par bateau rapide et une liaison par ferry avec les autres îles habitées de Rødøy, ainsi qu'avec Jektvika.